# 少头风毛菊
少头风毛菊（学名：Saussurea oligocephala）为菊科风毛菊属下的一个种。

## 扩展阅读
- 維基物種上的相關：少头风毛菊